# میکائیل گیولخاسیان
میکائیل گیولخاسیان (ارمنی: Միքայել Ասատուրի Գյուլխասյան؛  زادهٔ ۱۵ سپتامبر ۱۹۲۷ - درگذشته ۱۵ ژانویهٔ ۲۰۱۲) برزشناس، رئیس دانشگاه اهل ارمنستان بود.

## زندگی‌نامه
وی در ۱۵ سپتامبر ۱۹۲۷ در خندزورسک به دنیا آمد و از دانشگاه ملی علوم کشاورزی ارمنستان (۱۹۴۸) فارغ‌التحصیل گشت. همچنین برندهٔ جوایزی همچون قهرمان کار سوسیالیست (۱۹۵۰)، نشان لنین، مدال شجاعت کار و نشان آنانیا شیراکاتسی (۲۰۰۲) شده است. وی در ۱۵ ژانویهٔ ۲۰۱۲ در سن ۸۴ سالگی در ایروان درگذشت.

## یادداشت
1. ↑  գյուղատնտեսական գիտությունների դոկտոր